# Maltractament infantil
El maltractament infantil es pot definir com tot acte o accident, únic o repetit que per acció o omissió provoca dany físic o psicològic a una persona menor d'edat, ja sigui per part dels seus pares, altres membres de la família o cuidadors que, encara que siguin externs a la família, han de ser supervisats per aquesta. L'ONU considera que el maltractament infantil que impliqui violència sexual, física o emocional suposa un greu atac als drets internacionals del nen de 1959.

## Tipus de maltractaments cap als infants
A. Martínez Roig presenta aquesta classificació dels maltractaments infantils:

### Maltractament intrafamiliar
Es produeix dintre la llar habitual de la família. Els agressors directes són gent que conviu amb l'infant i és responsable directe de l'educació, la formació i la cura en general d'aquest. Els tipus de maltractaments dins d'aquest tipus són: negligència, maltractament físic, maltractament emocional o psicològic, maltractament sexual, maltractament prenatal i la síndrome de Münchhausen per poders.

### Maltractament extrafamiliar
Ocorre fora de l'àmbit familiar. No sol ser evident a curt termini. Pot ocórrer que no hi haja contacte directe entre l'agressor i l'infant. Els tipus de maltractament extrafamiliar són:
- Maltractament institucional: Pot ser, segons l'àmbit, escolar, sanitari, jurídic, dels serveis socials, de les forces de seguretat i per part dels mitjans de comunicació.
- Explotació laboral: Que pot ser sexual.
- Conductisme

## Causes del maltractament infantil
El coneixement de les causes, el com i el perquè, del maltractament infantil beu del sentit comú i el coneixement científic.
Martínez Roig rebutja que hi haja una tipologia de l'abusador, sinó que afirma que "és possible que qualsevol persona en determinades situacions sociofamiliars de déficit o d'excés pugui adoptar una conducta d'abús".

### Teories
A partir que el 1964 Kempe publicara la descripció de la síndrome del nen apallissat es van presentar teories que tractaven d'explicar el fenomen.
Els principals grups de teories són:
- Teories unitàries
- Teories interactives
- Model ecològic

## Prevenció i detecció
Dins de l'administració autonòmica existeix la unitat de detecció i prevenció del maltractament infantil (UDEPMI) que té l'objectiu prioritari de donar assistència telefònica amb relació a casos de maltractament infantil, mitjançant les següents funcions:
- Atenció immediata per a la protecció dels infants i adolescents, especialment els detectats en l'àmbit sanitari.
- Activació i derivació dels casos als equips i organismes especialitzats: Equips de Valoració i Assessorament del Maltractament Infantil (EVAMI), Equips d'Atenció a la Infància i l'Adolescència (EAIA) i Direcció General d'Atenció a la Infància i l'Adolescència (DGAIA).
- Resposta immediata a denúncies, comunicacions i sol·licituds.
- Coordinació directa davant del cas amb altres unitats administratives (Xarxa de centres sanitaris, Mossos d'Esquadra, centres educatius, etc.) així com de l'àmbit judicial i del ministeri fiscal.

## Registre unificat de maltractaments infantils
Amb l'objectiu de millorar mecanismes de detecció i prevenció dels maltractaments infantils es va crear el 2007 el Registre Unificat de Maltractaments Infantil (RUMI), una base de dades espanyola que incorpora informació sobre els futurs nadons i les persones que tenen entre 0 i 18 anys que han estat o poden ser víctimes. Les dades, proporcionades pel col·lectiu de professionals de la salut, ensenyament, seguretat ciutadana i serveis socials, així com les notificacions administratives i les resolucions judicials permeten fer un seguiment dels casos, identificar i acumular sospites o reincidències de manera immediata i millorar les possibilitats de prevenció.

## Programes de prevenció
La DGAIA i les institucions elaboren programes específics de prevenció. Normalment, aquests són convenis amb l'administració local i les entitats socials sense ànim de lucre:
- Centres obert: Establiments diürns fora de l'horari lectiu que ofereixen serveis preventius als infants i adolescents a nivell assistencial o formatiu, per tant el centre és un servei d'intervenció socioeducativa no residencial per a infants i adolescents en risc d'exclusió social. Aquest serveis sols tenir els següents objectius:[1]
  - Donar suport, estimular i potenciar l'estructuració i el desenvolupament de la personalitat del menor.
  - Afavorir la socialització i la integració social dels menors i les seves famílies.
  - Prevenir les situacions de risc social i de ruptura amb la família i l'escola.
  - Compensar dèficits socioeducatius.
  - Adquirir aprenentatges i competències.
  - Acompanyar i orientar les famílies en els processos educatius que afecten els seus fills i filles.

- Servei d'atenció precoç: Inclou un conjunt d'actuacions assistencials i preventives adreçades als infants fins als 6 anys que presenten algun trastorn del desenvolupament o es troben en risc de patir-lo

Per aquest motiu, les unitats encarregades de la detecció i prevenció dels maltractament infantils solen usar-los com a instruments per aplicar-hi tant programes de prevenció com en, alguns casos, tractament.

## Representació als mitjans de comunicació
Els mitjans de comunicació cometen sovint errors a l'hora d'informar sobre fets relatius al maltractament infantil. Per a això, el Consell de l'Audiovisual de Catalunya i el Col·legi de Periodistes de Catalunya van publicar el 2014 un manual d'estil.